# Wewnętrzna południowa obwodnica Radomia
Wewnętrzna południowa obwodnica Radomia – droga w Radomiu pełniąca rolę łącznika drogi ekspresowej S7 i drogi krajowej nr 12. 
Budowa trasy rozpoczęła się w 2012 roku i trwała do roku 2015. Droga rozpoczyna się od ronda komunikującego ją z wewnętrzna zachodnią obwodnicą Radomia (dawny ślad drogi krajowej nr 7, obecnie Droga wojewódzka nr 735). Biegnie przez miejscowość Kosów, a w Radomiu przez dzielnice Krychnowice, Potkanów, Południe, Godów, Młodzianów, Prędocinek, Malczew, Idalin oraz Ustronie. Na Ustroniu obwodnica łączy się z dwujezdniową drogą krajową nr 12 (fragment śródmiejskiej obwodnicy Radomia), prowadzącą bezpośrednio do Portu lotniczego Radom-Sadków. Połączenie obwodnicy południowej z ekspresową zewnętrzną zachodnią obwodnicą Radomia zapewnia węzeł Radom Południe. Ulicom i rondom wchodzącym w skład wewnętrznej południowej obwodnicy Radomia nadano imiona zasłużonych działaczy opozycji antykomunistycznej: Jana Józefa Lipskiego, Anny Walentynowicz, Jacka Kuronia oraz Antoniego Jacka Jerza.